# Claudie Haigneré
Claudie Haigneré, pierwotnie Claudie André-Deshays (ur. 13 maja 1957 w Le Creusot) – francuska astronautka, lekarka i polityk.

## Życiorys
Studiowała medycynę (reumatologię) w Dijon i w Paryżu, jest również specjalistką od biologii i medycyny sportu. Od 1985 pracowała w laboratorium Narodowego Centrum Badań Naukowych (CNRS) w Paryżu. 9 września 1985 została zakwalifikowana przez francuską agencję kosmiczną CNES jako kandydatka na astronautkę, później przechodziła przygotowania i szkolenia.
Swój pierwszy lot kosmiczny odbyła w ramach misji Cassiopée w dniach 17 sierpnia – 2 września 1996. Statkiem Sojuz TM-24 poleciała na  stację kosmiczną Mir wraz z Walerijem Korzunem i Aleksandrem Kaleri. Na Ziemię wróciła statkiem Sojuz TM-23 wraz z Jurijem Onufrijenką i Jurijem Usaczowem; spędziła w kosmosie 15 dni, 18 godzin i 23 minuty.
23 grudnia 2000 została włączona w skład głównej załogi ekspedycji wizytującej Międzynarodową Stację Kosmiczną (ISS). Swój drugi lot kosmiczny (misja Andromède) wykonywała od 21 do 31 października 2001. Na stację ISS poleciała statkiem Sojuz TM-33 wraz z Wiktorem Afanasjewem i Konstantinem Koziejewem. Ta sama trójka kosmonautów wróciła na Ziemię Sojuzem TM-32; spędzili w kosmosie 9 dni, 19 godzin i 59 minut.
Łącznie Claudie Haigneré spędziła w kosmosie 25 dni, 14 godzin i 22 minuty.
Od czerwca 2002 do kwietnia 2004 była ministrem badań i nowych technologii we francuskim rządzie. Od kwietnia 2004 do czerwca 2005 była ministrem do spraw europejskich oraz sekretarzem generalnym współpracy francusko-niemieckiej.
Od listopada 2005 do września 2009 była głównym doradcą dyrektora generalnego ESA do spraw europejskiej polityki kosmicznej oraz adaptacji strategii ESA. Od października 2009 do lutego 2015 była dyrektorem generalnym (CEO) francuskiego muzeum nauki Universcience. W lutym 2015 znów została doradcą dyrektora generalnego ESA.
Jest doktorem honoris causa Politechniki Federalnej w Lozannie (w Szwajcarii), doktorem honoris causa Faculté de Mons (w Belgii), profesorem honoris causa Uniwersytetu Pekińskiego (w Chinach), członkinią Académie de l’Air et de l’Espace (ANAE), honorową członkinią Société Francaise de Médecine Aéronautique et Spatiale i Association Aéronautique et Astronautique de France (AAAF) oraz członkinią korespondentką International Academy of Astronautics.
Jej mężem jest astronauta Jean-Pierre Haigneré. Mają jedną córkę.

## Odznaczenia
- Order Zasługi Republiki Federalnej Niemiec
- Kawaler Legii Honorowej (31 grudnia 2001)
- Order Przyjaźni (Rosja, 23 sierpnia 2000)
- Order Przyjaźni Narodów (Rosja, 23 lipca 1993)
- Medal „Za zasługi w podboju kosmosu” (Rosja, 12 kwietnia 2011)
- Medal Lotniczy
- Universal Astronaut Insignia za lot orbitalny (nr 352) – Stowarzyszenie Uczestników Lotów Kosmicznych (Association of Space Explorers(inne języki))[1]

## Wykaz lotów
| Loty kosmiczne, w których uczestniczyła Claudie Haigneré       | Loty kosmiczne, w których uczestniczyła Claudie Haigneré | Loty kosmiczne, w których uczestniczyła Claudie Haigneré | Loty kosmiczne, w których uczestniczyła Claudie Haigneré | Loty kosmiczne, w których uczestniczyła Claudie Haigneré | Loty kosmiczne, w których uczestniczyła Claudie Haigneré | Loty kosmiczne, w których uczestniczyła Claudie Haigneré |
| Nr                                                             | Data startu                                              | Statek kosmiczny                                         | Data lądowania                                           | Statek kosmiczny                                         | Funkcja                                                  | Czas trwania                                             |
| -------------------------------------------------------------- | -------------------------------------------------------- | -------------------------------------------------------- | -------------------------------------------------------- | -------------------------------------------------------- | -------------------------------------------------------- | -------------------------------------------------------- |
| 1                                                              | 17 sierpnia 1996                                         | Sojuz TM-24                                              | 2 września 1996                                          | Sojuz TM-23                                              | kosmonauta-badacz                                        | 15 dni 18 godzin 23 minuty                               |
| 2                                                              | 21 października 2001                                     | Sojuz TM-33                                              | 31 października 2001                                     | Sojuz TM-32                                              | inżynier pokładowy                                       | 9 dni 19 godzin 59 minut                                 |
| Łączny czas spędzony w kosmosie — 25 dni 14 godzin i 22 minuty |                                                          |                                                          |                                                          |                                                          |                                                          |                                                          |